# Золотой глобус (премия, 1979)
36-я церемония вручения наград премии «Золотой глобус»

27 января 1979 года
Лучший фильм (драма): 

«Полуночный экспресс»
Лучший фильм (комедия или мюзикл): 

«Небеса могут подождать»
Лучший драматический сериал: 

«60 минут»
Лучший сериал (комедия или мюзикл): 

«Такси»
< 35-я Церемонии вручения 37-я >
36-я церемония вручения наград премии «Золотой глобус» за заслуги в области кинематографа и телевидения за 1978 год состоялась 27 января 1979 года в Beverly Hilton Hotel (Лос-Анджелес, Калифорния, США). Номинанты были объявлены 9 января 1979.
Джейн Фонда второй год подряд была признана лучшей драматической актрисой в кино.

## Список лауреатов и номинантов

### Игровое кино
Количество наград/номинаций:
- 6/8: «Полуночный экспресс»
- 0/7: «Грязная игра»
- 2/6: «Возвращение домой»
- 1/6: «Охотник на оленей»
- 0/5: «Незамужняя женщина» / «Бриолин»
- 0/4: «Интерьеры»
- 3/3: «Небеса могут подождать»
- 1/3: «В это же время, в следующем году»
- 0/3: «Кино, кино»
- 1/2: «Калифорнийский отель» / «Осенняя соната»
- 0/2: «Дни жатвы» / «Стиви» / «Кто убивает великих европейских поваров?»
- 1/1: «Слава Богу, сегодня пятница»

 • Победители выделены отдельным цветом. 
| Категории                                | Лауреаты и номинанты | Лауреаты и номинанты                                                                           | Лауреаты и номинанты                                                               |
| ---------------------------------------- | --- | ---------------------------------------------------------------------------------------------- | ---------------------------------------------------------------------------------- |
| Лучший фильм (драма)                     | • Полуночный экспресс / Midnight Express                                                                                             | • Полуночный экспресс / Midnight Express                                                       | • Полуночный экспресс / Midnight Express                                           |
| Лучший фильм (драма)                     | • Возвращение домой / Coming Home |                                                                                                |                                                                                    |
| Лучший фильм (драма)                     | • Дни жатвы / Days of Heaven |                                                                                                |                                                                                    |
| Лучший фильм (драма)                     | • Охотник на оленей / The Deer Hunter                                                                                                |                                                                                                |                                                                                    |
| Лучший фильм (драма)                     | • Незамужняя женщина / An Unmarried Woman                                                                                            |                                                                                                |                                                                                    |
| Лучший фильм (комедия или мюзикл)        | • Небеса могут подождать / Heaven Can Wait                                                                                           | • Небеса могут подождать / Heaven Can Wait                                                     | • Небеса могут подождать / Heaven Can Wait                                         |
| Лучший фильм (комедия или мюзикл)        | • Бриолин / Grease |                                                                                                |                                                                                    |
| Лучший фильм (комедия или мюзикл)        | • Кино, кино / Movie Movie |                                                                                                |                                                                                    |
| Лучший фильм (комедия или мюзикл)        | • Грязная игра / Foul Play |                                                                                                |                                                                                    |
| Лучший фильм (комедия или мюзикл)        | • Калифорнийский отель / California Suite                                                                                            |                                                                                                |                                                                                    |
| Лучший режиссёр                          | • Майкл Чимино за фильм «Охотник на оленей»                                                                                          | • Майкл Чимино за фильм «Охотник на оленей»                                                    | • Майкл Чимино за фильм «Охотник на оленей»                                        |
| Лучший режиссёр                          | • Вуди Аллен — «Интерьеры» |                                                                                                |                                                                                    |
| Лучший режиссёр                          | • Хэл Эшби — «Возвращение домой» |                                                                                                |                                                                                    |
| Лучший режиссёр                          | • Терренс Малик — «Дни жатвы» |                                                                                                |                                                                                    |
| Лучший режиссёр                          | • Пол Мазурски — «Незамужняя женщина»                                                                                                |                                                                                                |                                                                                    |
| Лучший режиссёр                          | • Алан Паркер — «Полуночный экспресс»                                                                                                |                                                                                                |                                                                                    |
| Лучшая мужская роль (драма)              | | • Джон Войт — «Возвращение домой» (за роль Люка Мартина)                                       | • Джон Войт — «Возвращение домой» (за роль Люка Мартина)                           |
| Лучшая мужская роль (драма)              | • Брэд Дэвис — «Полуночный экспресс» (за роль Билли Хейса)                                                                           |                                                                                                |                                                                                    |
| Лучшая мужская роль (драма)              | • Роберт Де Ниро — «Охотник на оленей» (за роль Михаила Вронского)                                                                   |                                                                                                |                                                                                    |
| Лучшая мужская роль (драма)              | • Энтони Хопкинс — «Магия» (за роль Чарльза «Весельчака» Уитерса)                                                                    |                                                                                                |                                                                                    |
| Лучшая мужская роль (драма)              | • Грегори Пек — «Мальчики из Бразилии» (за роль д-ра Йозефа Менгеле)                                                                 |                                                                                                |                                                                                    |
| Лучшая женская роль (драма)              | | • Джейн Фонда — «Возвращение домой» (за роль Сэлли Хайд)                                       | • Джейн Фонда — «Возвращение домой» (за роль Сэлли Хайд)                           |
| Лучшая женская роль (драма)              | • Ингрид Бергман — «Осенняя соната» (за роль Шарлотты Андергаст)                                                                     |                                                                                                |                                                                                    |
| Лучшая женская роль (драма)              | • Джилл Клейберг — «Незамужняя женщина» (за роль Эрики)                                                                              |                                                                                                |                                                                                    |
| Лучшая женская роль (драма)              | • Гленда Джексон — «Стиви» (англ.) (за роль Стиви Смит)                                                                              |                                                                                                |                                                                                    |
| Лучшая женская роль (драма)              | • Джеральдин Пейдж — «Интерьеры» (за роль Евы)                                                                                       |                                                                                                |                                                                                    |
| Лучшая мужская роль (комедия или мюзикл) | | • Уоррен Битти — «Небеса могут подождать» (за роль Джо Пендлтона)                              | • Уоррен Битти — «Небеса могут подождать» (за роль Джо Пендлтона)                  |
| Лучшая мужская роль (комедия или мюзикл) | • Алан Алда — «В это же время, в следующем году» (за роль Джорджа Питерса)                                                           |                                                                                                |                                                                                    |
| Лучшая мужская роль (комедия или мюзикл) | • Гэри Бьюзи — «История Бадди Холли» (англ.) (за роль Бадди Холли)                                                                   |                                                                                                |                                                                                    |
| Лучшая мужская роль (комедия или мюзикл) | • Чеви Чейз — «Грязная игра» (за роль детектива Тони Карлсона)                                                                       |                                                                                                |                                                                                    |
| Лучшая мужская роль (комедия или мюзикл) | • Джордж К. Скотт — «Кино, кино» (за роль Гловса Маллоя / Спатса Бакстера)                                                           |                                                                                                |                                                                                    |
| Лучшая мужская роль (комедия или мюзикл) | • Джон Траволта — «Бриолин» (за роль Дэнни Зуко)                                                                                     |                                                                                                |                                                                                    |
| Лучшая женская роль (комедия или мюзикл) | Эллен Бёрстин | • Эллен Бёрстин — «В это же время, в следующем году» (за роль Дорис)                           | Мэгги Смит                                                                         |
| Лучшая женская роль (комедия или мюзикл) | Эллен Бёрстин | • Мэгги Смит — «Калифорнийский отель» (за роль Дайаны Бэрри)                                   | Мэгги Смит                                                                         |
| Лучшая женская роль (комедия или мюзикл) | Эллен Бёрстин | • Жаклин Биссет — «Кто убивает великих европейских поваров?» (англ.) (за роль Наташи О’Брайен) | Мэгги Смит                                                                         |
| Лучшая женская роль (комедия или мюзикл) | Эллен Бёрстин | • Голди Хоун — «Грязная игра» (за роль Глории Мунди)                                           | Мэгги Смит                                                                         |
| Лучшая женская роль (комедия или мюзикл) | Эллен Бёрстин | • Оливия Ньютон-Джон — «Бриолин» (за роль Сэнди Олсен)                                         | Мэгги Смит                                                                         |
| Лучший актёр второго плана               | | • Джон Хёрт — «Полуночный экспресс» (за роль Макса)                                            | • Джон Хёрт — «Полуночный экспресс» (за роль Макса)                                |
| Лучший актёр второго плана               | • Брюс Дерн — «Возвращение домой» (за роль капитана Боба Хайда)                                                                      |                                                                                                |                                                                                    |
| Лучший актёр второго плана               | • Дадли Мур — «Грязная игра» (за роль Стэнли Тиббетса)                                                                               |                                                                                                |                                                                                    |
| Лучший актёр второго плана               | • Роберт Морли — «Кто убивает великих европейских поваров?» (за роль Макса Вандевера)                                                |                                                                                                |                                                                                    |
| Лучший актёр второго плана               | • Кристофер Уокен — «Охотник на оленей» (за роль Ника Чеботаревича)                                                                  |                                                                                                |                                                                                    |
| Лучшая актриса второго плана             | | • Дайан Кэннон — «Небеса могут подождать» (за роль Джулии Фарнсворт)                           | • Дайан Кэннон — «Небеса могут подождать» (за роль Джулии Фарнсворт)               |
| Лучшая актриса второго плана             | • Кэрол Бёрнетт — «Свадьба» (за роль Кэтрин «Тюльпан» Бреннер)                                                                       |                                                                                                |                                                                                    |
| Лучшая актриса второго плана             | • Морин Стэплтон — «Интерьеры» (за роль Перл)                                                                                        |                                                                                                |                                                                                    |
| Лучшая актриса второго плана             | • Мерил Стрип — «Охотник на оленей» (за роль Линды)                                                                                  |                                                                                                |                                                                                    |
| Лучшая актриса второго плана             | • Мона Уошборн — «Стиви» (за роль тётушки)                                                                                           |                                                                                                |                                                                                    |
| Лучший дебют актёра                      | | • Брэд Дэвис — «Полуночный экспресс» (за роль Билли Хейса)                                     | • Брэд Дэвис — «Полуночный экспресс» (за роль Билли Хейса)                         |
| Лучший дебют актёра                      | • Чеви Чейз — «Грязная игра» (за роль детектива Тони Карлсона)                                                                       |                                                                                                |                                                                                    |
| Лучший дебют актёра                      | • Гарри Хэмлин — «Кино, кино» (за роль Джоуи Попчика)                                                                                |                                                                                                |                                                                                    |
| Лучший дебют актёра                      | • Даг Маккиэн — «Дядя Джо Шэннон» (англ.) (за роль Робби)                                                                            |                                                                                                |                                                                                    |
| Лучший дебют актёра                      | • Эрик Робертс — «Король цыган» (за роль Дэйва)                                                                                      |                                                                                                |                                                                                    |
| Лучший дебют актёра                      | • Эндрю Стивенс — «Парни из роты С» (англ.) (за роль Билли Рэя Пайка)                                                                |                                                                                                |                                                                                    |
| Лучший дебют актрисы                     | | • Айрин Миракл — «Полуночный экспресс» (за роль Сьюзан)                                        | • Айрин Миракл — «Полуночный экспресс» (за роль Сьюзан)                            |
| Лучший дебют актрисы                     | • Энн Дитчбёрн — «Медленный танец в большом городе» (англ.) (за роль Сары Ганц)                                                      |                                                                                                |                                                                                    |
| Лучший дебют актрисы                     | • Энни Поттс — «Лето в поисках „Корвета“» (англ.) (за роль Ванессы)                                                                  |                                                                                                |                                                                                    |
| Лучший дебют актрисы                     | • Анита Скиннер — «Подружки» (англ.) (за роль Энн Манро)                                                                             |                                                                                                |                                                                                    |
| Лучший дебют актрисы                     | • Мэри Стинберджен — «Направляясь на юг» (за роль Джулии Тейт Мун)                                                                   |                                                                                                |                                                                                    |
| Лучший сценарий                          | | • Оливер Стоун — «Полуночный экспресс»                                                         | • Оливер Стоун — «Полуночный экспресс»                                             |
| Лучший сценарий                          | • Вуди Аллен — «Интерьеры» |                                                                                                |                                                                                    |
| Лучший сценарий                          | • Колин Хиггинс — «Грязная игра» |                                                                                                |                                                                                    |
| Лучший сценарий                          | • Роберт Джоунс — «Возвращение домой»                                                                                                |                                                                                                |                                                                                    |
| Лучший сценарий                          | • Пол Мазурски — «Незамужняя женщина»                                                                                                |                                                                                                |                                                                                    |
| Лучший сценарий                          | • Дерик Уошбёрн — «Охотник на оленей»                                                                                                |                                                                                                |                                                                                    |
| Лучшая музыка к фильму                   | | • Джорджо Мородер за музыку к фильму «Полуночный экспресс»                                     | • Джорджо Мородер за музыку к фильму «Полуночный экспресс»                         |
| Лучшая музыка к фильму                   | • Билл Конти — «Незамужняя женщина»                                                                                                  |                                                                                                |                                                                                    |
| Лучшая музыка к фильму                   | • Чак Манджони — «Дети Санчеса» (англ.)                                                                                              |                                                                                                |                                                                                    |
| Лучшая музыка к фильму                   | • Леонард Розенман — «Властелин колец» (м/ф)                                                                                         |                                                                                                |                                                                                    |
| Лучшая музыка к фильму                   | • Джон Уильямс — «Супермен» |                                                                                                |                                                                                    |
| Лучшая песня                             | • Last Dance — «Слава Богу, сегодня пятница» (англ.) — музыка и слова: Пол Джабара                                                   | • Last Dance — «Слава Богу, сегодня пятница» (англ.) — музыка и слова: Пол Джабара             | • Last Dance — «Слава Богу, сегодня пятница» (англ.) — музыка и слова: Пол Джабара |
| Лучшая песня                             | • Grease — «Бриолин» — музыка и слова: Барри Гибб                                                                                    |                                                                                                |                                                                                    |
| Лучшая песня                             | • Ready To Take a Chance Again — «Грязная игра» — музыка: Чарльз Фокс, слова: Норман Гимбел                                          |                                                                                                |                                                                                    |
| Лучшая песня                             | • The Last Time I Felt Like This — «В это же время, в следующем году» — музыка: Марвин Хэмлиш, слова: Алан Бергман и Мэрилин Бергман |                                                                                                |                                                                                    |
| Лучшая песня                             | • You’re the One That I Want — «Бриолин» — музыка и слова: Джон Фаррар                                                               |                                                                                                |                                                                                    |
| Лучший иностранный фильм                 | • Осенняя соната / Höstsonaten (Швеция)                                                                                              | • Осенняя соната / Höstsonaten (Швеция)                                                        | • Осенняя соната / Höstsonaten (Швеция)                                            |
| Лучший иностранный фильм                 | • Смерть на Ниле / Death on the Nile (Великобритания)                                                                                |                                                                                                |                                                                                    |
| Лучший иностранный фильм                 | • Дона Флор и два её мужа / Dona Flor e Seus Dois Maridos (Бразилия)                                                                 |                                                                                                |                                                                                    |
| Лучший иностранный фильм                 | • Страстная мечта / Κραυγή Γυναικών (Греция)                                                                                         |                                                                                                |                                                                                    |
| Лучший иностранный фильм                 | • Приготовьте ваши носовые платки / Préparez vos mouchoirs (Франция)                                                                 |                                                                                                |                                                                                    |
| Лучший иностранный фильм                 | • Горячая жевательная резинка / אסקימו לימון (Израиль)                                                                               |                                                                                                |                                                                                    |

### Телевизионные награды
| Категории                                              | Лауреаты и номинанты                                                                      | Лауреаты и номинанты                                              |
| ------------------------------------------------------ | ----------------------------------------------------------------------------------------- | ----------------------------------------------------------------- |
| Лучший телевизионный сериал (драма)                    | • 60 минут / 60 Minutes                                                                   | • 60 минут / 60 Minutes                                           |
| Лучший телевизионный сериал (драма)                    | • Звёздный крейсер «Галактика» / Battlestar Galactica                                     |                                                                   |
| Лучший телевизионный сериал (драма)                    | • Семья / Family                                                                          |                                                                   |
| Лучший телевизионный сериал (драма)                    | • Холокост / Holocaust                                                                    |                                                                   |
| Лучший телевизионный сериал (драма)                    | • Лу Грант / Lou Grant                                                                    |                                                                   |
| Лучший телевизионный сериал (комедия или мюзикл)       | • Такси / Taxi                                                                            | • Такси / Taxi                                                    |
| Лучший телевизионный сериал (комедия или мюзикл)       | • Элис / Alice                                                                            |                                                                   |
| Лучший телевизионный сериал (комедия или мюзикл)       | • Все в семье / All in the Family                                                         |                                                                   |
| Лучший телевизионный сериал (комедия или мюзикл)       | • Лодка любви / The Love Boat                                                             |                                                                   |
| Лучший телевизионный сериал (комедия или мюзикл)       | • Трое — это компания / Three’s Company                                                   |                                                                   |
| Лучший телевизионный фильм                             | • A Family Upside Down                                                                    | • A Family Upside Down                                            |
| Лучший телевизионный фильм                             | • Ублюдок / The Bastard                                                                   |                                                                   |
| Лучший телевизионный фильм                             | • Сначала ты плачешь / First You Cry                                                      |                                                                   |
| Лучший телевизионный фильм                             | • Иммигранты / The Immigrants                                                             |                                                                   |
| Лучший телевизионный фильм                             | • Маленькие женщины / Little Women                                                        |                                                                   |
| Лучший телевизионный фильм                             | • Вопрос любви / A Question of Love                                                       |                                                                   |
| Лучший телевизионный фильм                             | • Зигфилд: Мужчина и его женщина / Ziegfeld: The Man and His Women                        |                                                                   |
| Лучшая мужская роль в драматическом телесериале        |                                                                                           | • Майкл Мориарти — «Холокост» (за роль Эрика Дорфа)               |
| Лучшая мужская роль в драматическом телесериале        | • Эдвард Аснер — «Лу Грант» (за роль Лу Гранта)                                           |                                                                   |
| Лучшая мужская роль в драматическом телесериале        | • Джеймс Гарнер — «Досье детектива Рокфорда» (англ.) (за роль детектива Джима Рокфорда)   |                                                                   |
| Лучшая мужская роль в драматическом телесериале        | • Ричард Хэтч — «Звёздный крейсер „Галактика“» (за роль капитана Аполло)                  |                                                                   |
| Лучшая мужская роль в драматическом телесериале        | • Джон Хаусман — «Бумажная погоня» (англ.) (за роль профессора Чарльза У. Кингсфилда мл.) |                                                                   |
| Лучшая мужская роль в драматическом телесериале        | • Майкл Лэндон — «Маленький домик в прериях» (за роль Чарльза Ингаллса)                   |                                                                   |
| Лучшая женская роль в в драматическом телесериале      |                                                                                           | • Розмари Харрис — «Холокост» (за роль Берты Палиц-Вайсс)         |
| Лучшая женская роль в в драматическом телесериале      | • Кейт Джексон — «Ангелы Чарли» (за роль Сабрины Дункан)                                  |                                                                   |
| Лучшая женская роль в в драматическом телесериале      | • Кристи Макникол — «Семья» (за роль Летиции «Бадди» Лоуренс)                             |                                                                   |
| Лучшая женская роль в в драматическом телесериале      | • Ли Ремик — «Колёса» (за роль Эрики Трентон)                                             |                                                                   |
| Лучшая женская роль в в драматическом телесериале      | • Сада Томпсон — «Семья» (за роль Кейт Лоуренс)                                           |                                                                   |
| Лучшая мужская роль в телесериале (комедия или мюзикл) |                                                                                           | • Робин Уильямс — «Морк и Минди» (за роль Морка)                  |
| Лучшая мужская роль в телесериале (комедия или мюзикл) | • Алан Алда — «МЭШ» (за роль капитана Бенджамина Франклина Пирса)                         |                                                                   |
| Лучшая мужская роль в телесериале (комедия или мюзикл) | • Джадд Хирш — «Такси» (за роль Алекса Райгера)                                           |                                                                   |
| Лучшая мужская роль в телесериале (комедия или мюзикл) | • Гэвин Маклауд — «Лодка любви» (за роль капитана Меррилла Стабинга)                      |                                                                   |
| Лучшая мужская роль в телесериале (комедия или мюзикл) | • Джон Риттер — «Трое — это компания» (за роль Джека Триппера)                            |                                                                   |
| Лучшая женская роль в телесериале (комедия или мюзикл) |                                                                                           | • Линда Лавин — «Элис» (за роль Элис Хайатт)                      |
| Лучшая женская роль в телесериале (комедия или мюзикл) | • Кэрол Бёрнетт — «Шоу Кэрол Бёрнетт» (за роли различных персонажей)                      |                                                                   |
| Лучшая женская роль в телесериале (комедия или мюзикл) | • Пенни Маршалл — «Лаверна и Ширли» (за роль Лаверны Дефазио)                             |                                                                   |
| Лучшая женская роль в телесериале (комедия или мюзикл) | • Сьюзан Сомерс — «Трое — это компания» (за роль Крисси Сноу)                             |                                                                   |
| Лучшая женская роль в телесериале (комедия или мюзикл) | • Джин Стэплтон — «Все в семье» (за роль Эдит Банкер)                                     |                                                                   |
| Лучший актёр второго плана на ТВ                       |                                                                                           | • Норман Фелл — «Трое — это компания» (за роль Стэнли Ропера)     |
| Лучший актёр второго плана на ТВ                       | • Джефф Конауэй — «Такси» (за роль Бобби Уилера)                                          |                                                                   |
| Лучший актёр второго плана на ТВ                       | • Дэнни Де Вито — «Такси» (за роль Луи Де Пальмы)                                         |                                                                   |
| Лучший актёр второго плана на ТВ                       | • Пэт Харингтон мл. — «Однажды за один раз» (за роль Дуэйна Ф. Шнайдера)                  |                                                                   |
| Лучший актёр второго плана на ТВ                       | • Энди Кауфман — «Такси» (за роль Латки Граваса)                                          |                                                                   |
| Лучшая актриса второго плана на ТВ                     | Полли Холлидей                                                                            | • Полли Холлидей — «Элис» (за роль Флоренс Джин «Фло» Кастлберри) |
| Лучшая актриса второго плана на ТВ                     | Полли Холлидей                                                                            | • Мэрилу Хеннер — «Такси» (за роль Элейн О’Коннор-Нардо)          |
| Лучшая актриса второго плана на ТВ                     | Полли Холлидей                                                                            | • Джулия Кавнер — «Рода» (за роль Бренды Моргенштерн)             |
| Лучшая актриса второго плана на ТВ                     | Полли Холлидей                                                                            | • Линда Келси — «Лу Грант» (за роль Билли Ньюман)                 |
| Лучшая актриса второго плана на ТВ                     | Полли Холлидей                                                                            | • Одра Линдли — «Трое — это компания» (за роль Хелен Ропер)       |
| Лучшая актриса второго плана на ТВ                     | Полли Холлидей                                                                            | • Нэнси Уокер — «Рода» (за роль Иды Моргенштерн)                  |

### Специальные награды
| Награда                                                     | Лауреаты      | Лауреаты                                 |
| ----------------------------------------------------------- | ------------- | ---------------------------------------- |
| Премия Сесиля Б. Де Милля (Награда за вклад в кинематограф) | Люсиль Болл   | • Люсиль Болл                            |
| Премия Генриетты Henrietta Award (World Film Favorites)     |               | • Джон Траволта                          |
| Премия Генриетты Henrietta Award (World Film Favorites)     | • Джейн Фонда |                                          |
| Мисс «Золотой глобус» 1979 (Символическая награда)          |               | • Стефани Хеймс (англ. Stephanie Haymes) |